# Rivière Roy
Rivière Roy är ett vattendrag i Kanada.   Det ligger i provinsen Québec, i den östra delen av landet, 400 km norr om huvudstaden Ottawa. Rivière Roy ligger vid sjön Lac Pambrun.
I omgivningarna runt Rivière Roy växer i huvudsak barrskog. Trakten runt Rivière Roy är nära nog obefolkad, med mindre än två invånare per kvadratkilometer.